# Türkmenbaşy (Stadt)
Türkmenbaşy (russisch Туркменбашы Turkmenbaschy; bis 1993 Krasnowodsk/russisch Красноводск) ist eine Hafenstadt im Westen Turkmenistans in der Provinz Balkan. Sie ist der Endpunkt der transkaspischen Eisenbahn.

## Geographie
Türkmenbaşy liegt an einer Bucht am Ostrand des Kaspischen Meeres.

## Bevölkerung

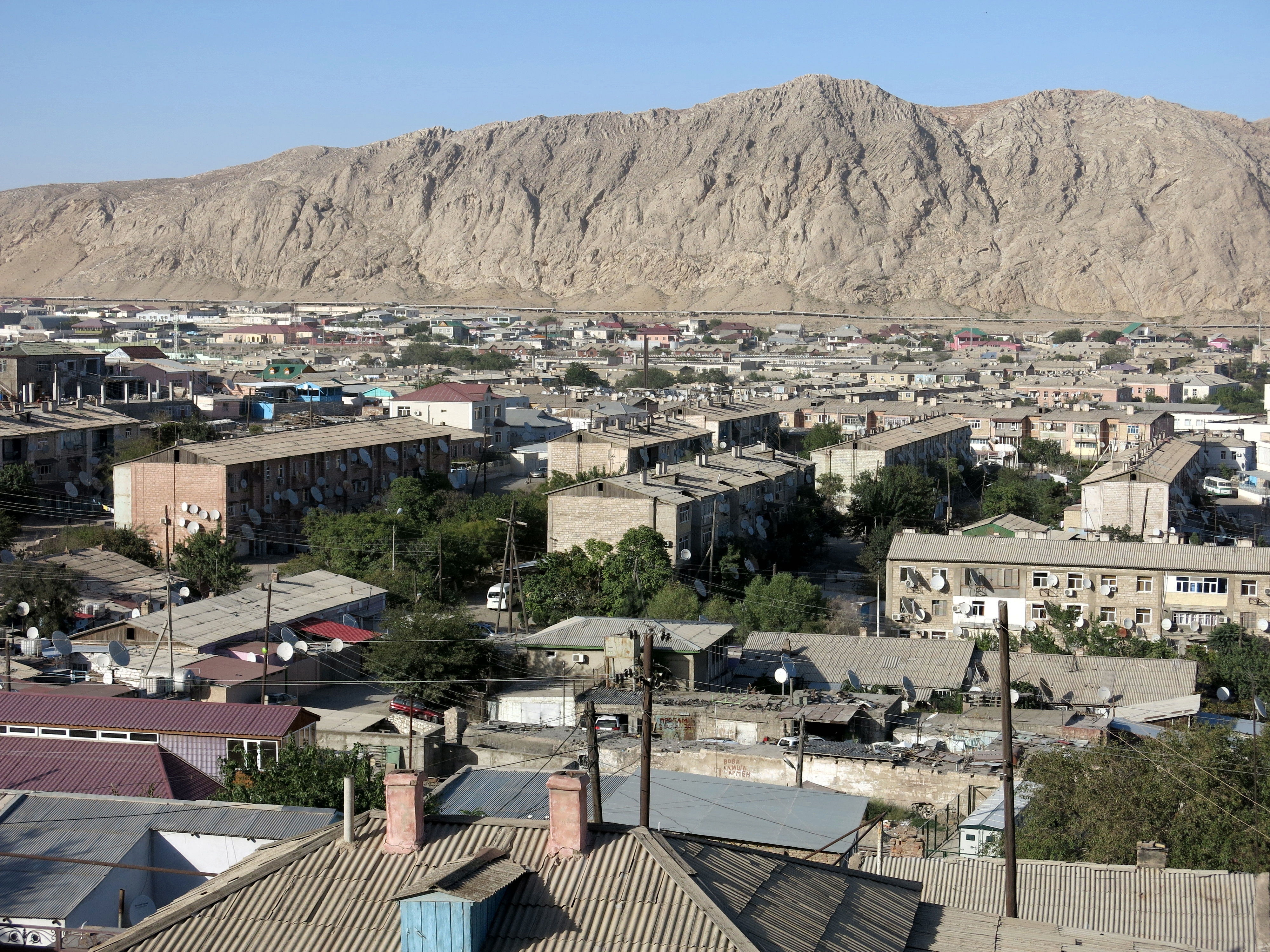
Wohnviertel Richtung Nordosten

Die Stadt hat rund 73.800 Einwohner (2010). Die Bevölkerung besteht zum größten Teil aus Turkmenen, Aserbaidschanern, Armeniern und Russen.
Einwohnerentwicklung
- 1913: 07.000
- 1939: 21.000
- 1972: 51.000
- 1979: 53.131
- 1989: 58.900
- 1995: 63.000
- 2005: 68.292
- 2010: 73.803

## Geschichte

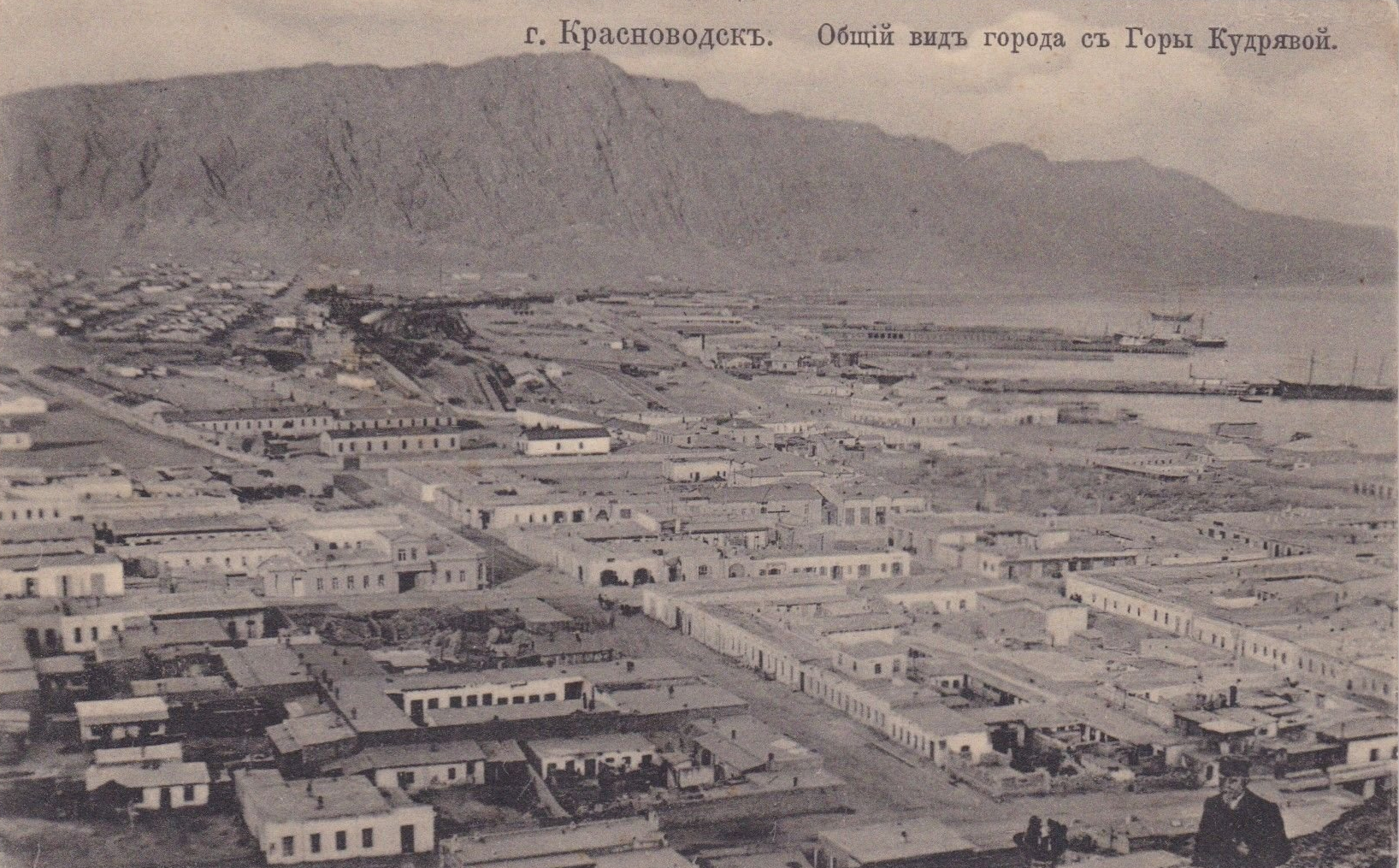
Krasnowodsk auf einer Postkarte, Anfang des 20. Jahrhunderts

1717 wurde an der Stelle der heutigen Stadt eine russische Siedlung gegründet, die aber nach wenigen Jahren wieder aufgegeben wurde. Nachdem der Ort mehr als 150 Jahre verlassen war, wurde im Jahr 1869 an seiner Stelle der Ort Krasnowodsk gegründet. 1896 wurde er zur Stadt. Am 21. November 1939 wurde die Oblast Krasnowodsk mit Zentrum in der Stadt gegründet. Krasnowodsk hatte damals etwa 21.000 Einwohner, diese Zahl stieg bis 1989 auf knapp 59.000. Am 15. August 1975 erlebte Turkmenistan beim Absturz einer Jak 40 des Aeroflot-Flug A-53 einen der schwersten Unfälle seiner Geschichte.
Nach der Unabhängigkeit Turkmenistans im Jahr 1991 wurde die Stadt Teil der neu gegründeten Provinz Balkan, deren Provinzhauptstadt sich nun in Balkanabat befindet. 1993 ließ der turkmenische Diktator Saparmyrat Nyýazow Krasnowodsk nach seinem Ehrentitel in Türkmenbaşy umbenennen.

## Verkehr

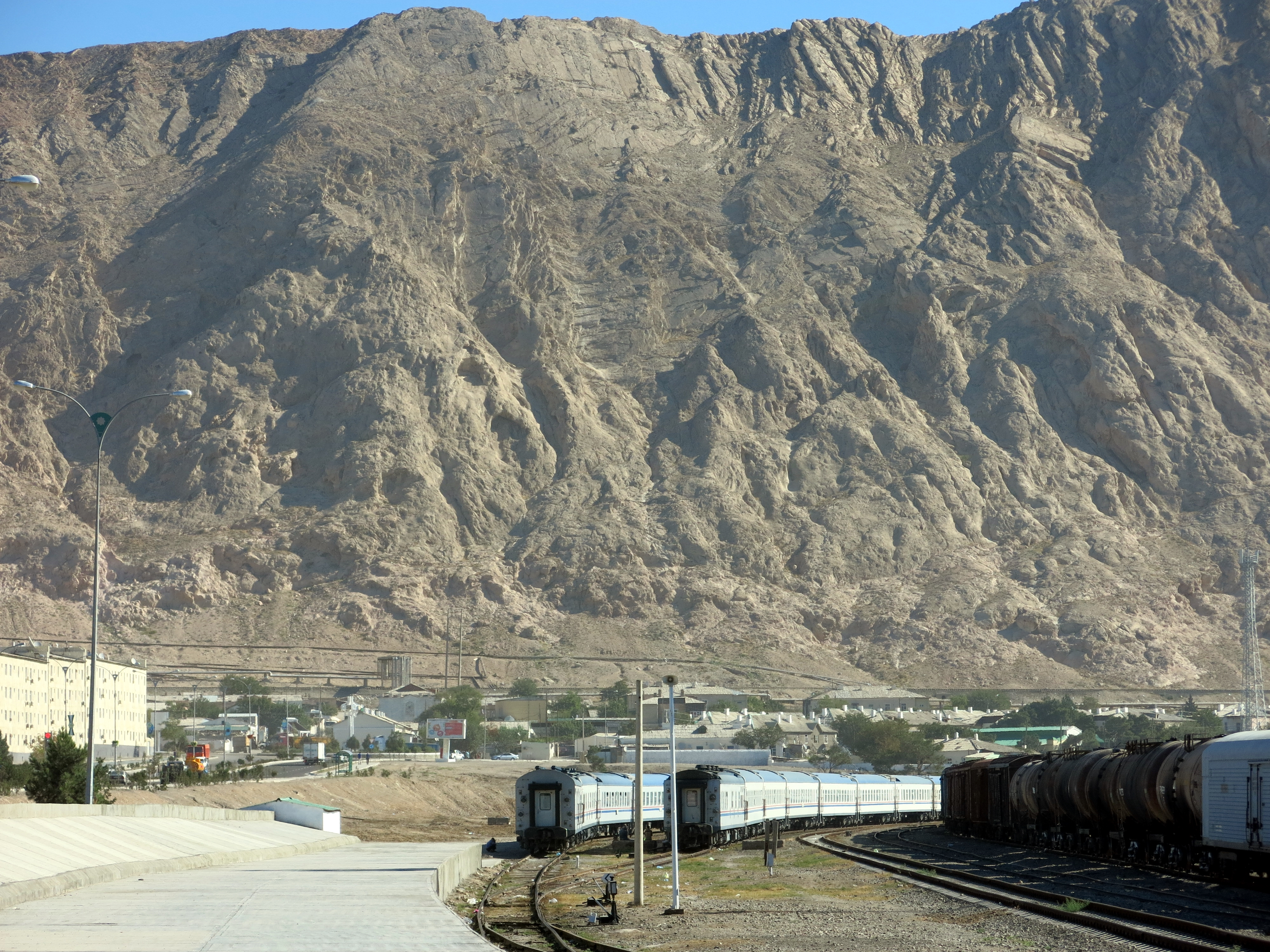
Endpunkt der Transkaspischen Eisenbahn

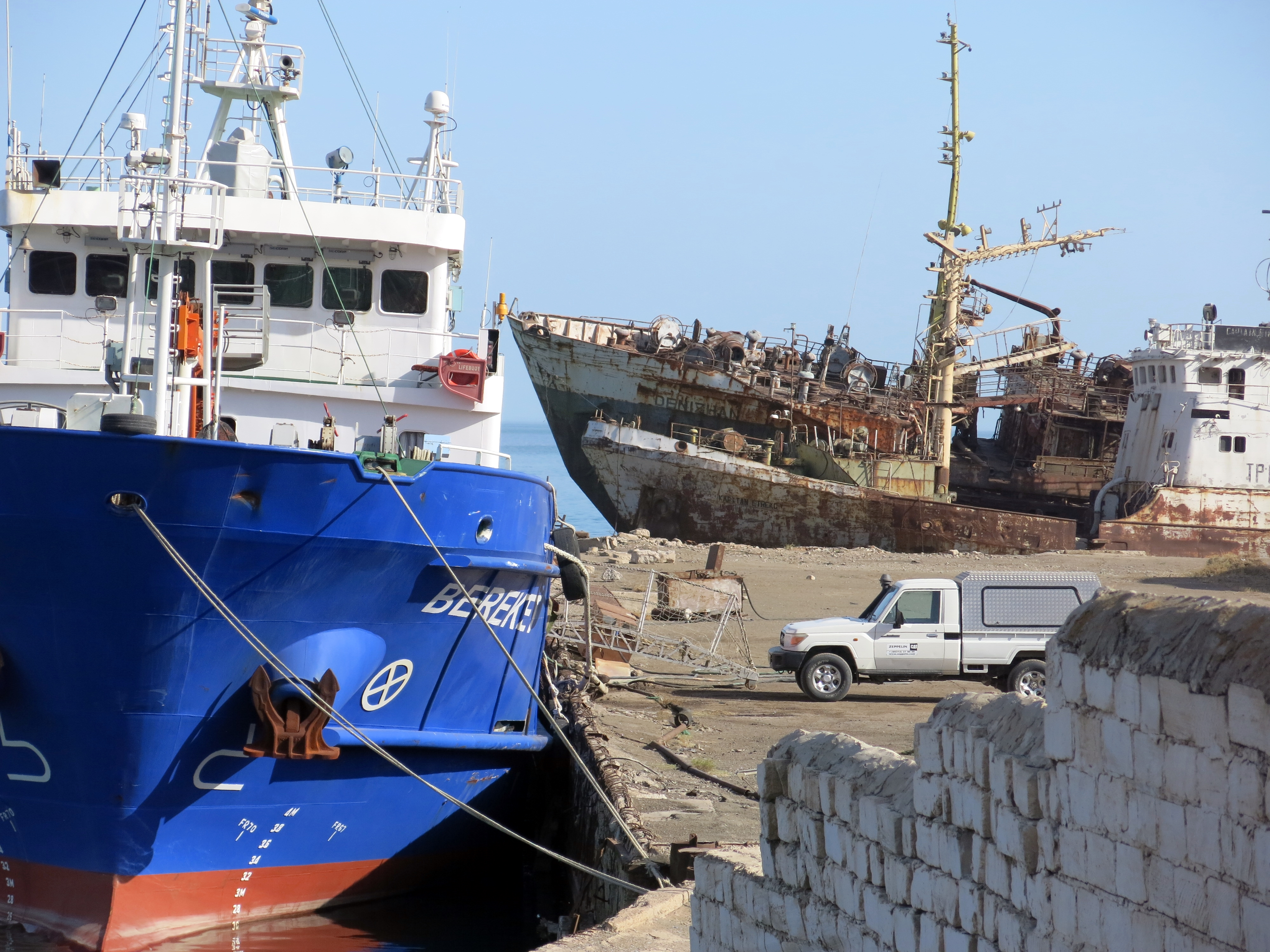
Fischereihafen

### Hafen
Seit 2018 besteht der neue Hafen Türkmenbaşy. Von hier aus bestehen Fährverbindungen über das Kaspische Meer nach Baku und Astrachan, mit denen auch Güterwagen im Trajektverkehr übergesetzt werden können.

### Eisenbahn
Der Bahnhof Türkmenbaşy ist seit den 1880er Jahren Ausgangspunkt der Transkaspischen Eisenbahn nach Samarqand, Buxoro und Taschkent. Die Bahnstrecke ist die Magistrale der Turkmenischen Eisenbahn.

### Flugverkehr
Türkmenbaşy ist durch eine Fluglinie mit der Hauptstadt Aşgabat verbunden.

## Wirtschaft
Wirtschaftliche Grundlage der Stadt sind Erdölverarbeitung, Nahrungsmittelindustrie (besonders der Fischfang), Leichtindustrie und Werften.
Nahe der Stadt befindet sich das Touristengebiet Awaza. Der turkmenische Präsident Gurbanguly Berdimuhamedow erklärte 2007, er wolle Türkmenbaşy in einen Touristenort verwandeln, mit über 60 modernen Hotels und einer 16 km langen Küstenlinie am Kaspischen Meer. Dieses gigantische Vorhaben wurde unter anderem von dem Computerspiel Battlefield: Bad Company parodiert.

## Kultur
In Türkmenbaşy gibt es ein Geschichts- und ein naturhistorisches Museum. Nahe der Stadt liegt ein großes Naturschutzgebiet.
Im Spätfrühling und Sommer 1987 wurde der Film Tage der Finsternis in der Stadt Krasnovodsk gedreht.

## Söhne und Töchter der Stadt
- Hacıbala Abutalıbov (* 1944), aserbaidschanischer Politiker und Physiker, Bürgermeister von Baku
- Wladimir Morosow (* 1952), russischer Kanute
- Der Regisseur Alexander Sokurow (* 1951) verbrachte in dieser Stadt seine Kindheit.
- In der Zeit des Zweiten Weltkriegs kam in einem Gefängnis von Krasnowodsk der von der Sowjetmacht dorthin verschleppte Kārlis Ulmanis (1877–1942), vor der Okkupation durch die Sowjetunion Staatsoberhaupt der Republik Lettland, ums Leben.

## Siehe auch

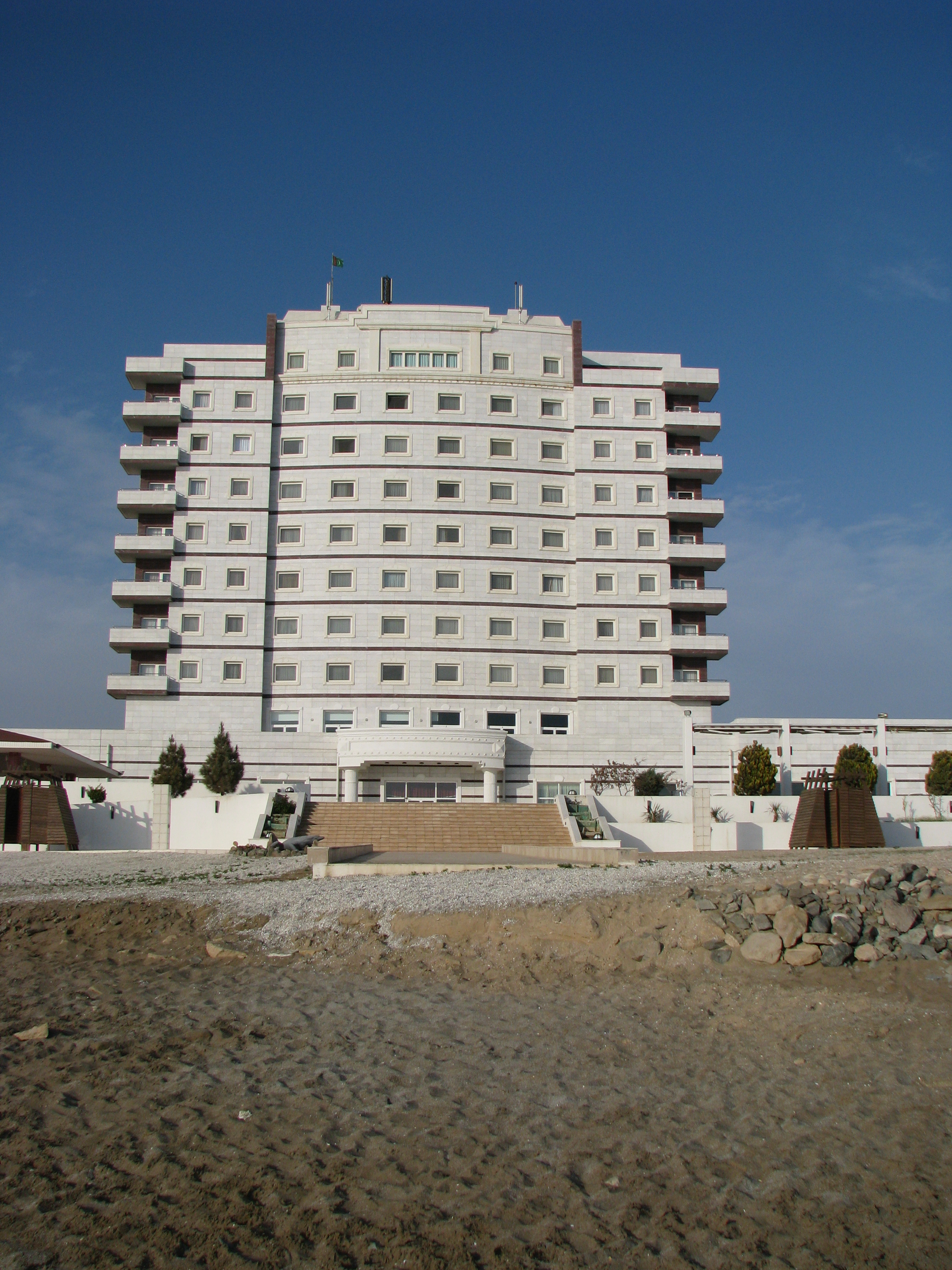
Hotel Serdar in der Awaza-Touristenzone

## Klima
|                       | Jan  | Feb  | Mär  | Apr  | Mai  | Jun  | Jul  | Aug  | Sep  | Okt  | Nov  | Dez |   |      |
| Mittl. Tagesmax. (°C) | 6,6  | 7,8  | 12,4 | 19,7 | 26,1 | 31,0 | 34,2 | 33,7 | 28,7 | 20,5 | 14,3 | 8,9 | ⌀ | 20,4 |
| Mittl. Tagesmin. (°C) | −1,3 | −1,0 | 2,8  | 8,4  | 14,0 | 18,5 | 21,9 | 21,3 | 16,1 | 9,4  | 5,0  | 1,1 | ⌀ | 9,7  |
|                       |      |      |      |      |      |      |      |      |      |      |      |     |   |      |
| Niederschlag (mm)     | 12   | 13   | 19   | 16   | 16   | 3    | 3    | 5    | 4    | 10   | 16   | 14  | Σ | 131  |
|                       |      |      |      |      |      |      |      |      |      |      |      |     |   |      |
| Sonnenstunden (h/d)   | 4,4  | 4,9  | 5,6  | 7,6  | 9,8  | 11,6 | 11,1 | 10,7 | 9,8  | 7,4  | 5,4  | 4,0 | ⌀ | 7,7  |
|                       |      |      |      |      |      |      |      |      |      |      |      |     |   |      |
| Regentage (d)         | 4    | 3    | 5    | 3    | 3    | 1    | 0    | 1    | 1    | 3    | 3    | 6   | Σ | 33   |
|                       |      |      |      |      |      |      |      |      |      |      |      |     |   |      |
| Wassertemperatur (°C) | 3    | 4    | 9    | 14   | 20   | 24   | 26   | 26   | 23   | 18   | 12   | 6   | ⌀ | 15,5 |
|                       |      |      |      |      |      |      |      |      |      |      |      |     |   |      |
| Luftfeuchtigkeit (%)  | 74   | 72   | 68   | 63   | 54   | 50   | 50   | 45   | 47   | 58   | 64   | 75  | ⌀ | 60   |

| −1,3 |

| −1,0 |

| 2,8 |

| 8,4 |

| 14,0 |

| 18,5 |

| 21,9 |

| 21,3 |

| 16,1 |

| 9,4 |

| 5,0 |

| 1,1 |

| −1,3 |

| −1,0 |

| 2,8 |

| 8,4 |

| 14,0 |

| 18,5 |

| 21,9 |

| 21,3 |

| 16,1 |

| 9,4 |

| 5,0 |

| 1,1 |